# Tutu
«Tutu» (стилизовано под маюскул) — песня американского рэпера 6ix9ine, выпущенная 4 сентября 2020 года одновременно с музыкальным видео в качестве второй песни с его второго студийного альбома TattleTales. Песня была написана 6ix9ine, Освальдом Хосе Рангелем Патернином и Тариком Джонстоном и спродюсирована Dinay и Sindicate 12.

## История
Впервые песня была продемонстрирована 30 мая 2020 в Instagram.

## Реакция
Американский рэпер Blueface назвал песню «ужасной», а также упомянул Lil Durk, с которым у 6ix9ine конфликт.

## Музыкальное видео
«Tutu», как и «Punani», единственные клипы с момента освобождения 6ix9ine из тюрьмы, которые были сняты на открытом воздухе. В клипе снялась американская модель Блэк Чайна.

## Чарты
| Чарт (2020)                            | Высшая позиция |
| -------------------------------------- | -------------- |
| США (Billboard Bubbling Under Hot 100) | 1              |
| Новая Зеландия (RMNZ)                  | 35             |